# Amata wuka
Amata wuka är en fjärilsart som beskrevs av Arnold Pagenstecher 1886. Amata wuka ingår i släktet Amata och familjen björnspinnare. Inga underarter finns listade i Catalogue of Life.